# Giovanni Felder
Giovanni Felder (18 de novembro de 1958) é um matemático suiço.
Estudou no Instituto Federal de Tecnologia de Zurique, onde obteve em 1986 um doutorado orientado por Jürg Fröhlich (e Konrad Osterwalder), com a tese Renormalization Group, Tree Expansion, and Non-renormalizable Quantum Field Theories. De 1994 a 1996 foi professor de matemática na Universidade da Carolina do Norte. É desde 1996 professor do Instituto Federal de Tecnologia de Zurique.
Foi palestrante convidado do Congresso Internacional de Matemáticos em Zurique (1994: Conformal field theory and integrable systems associated to elliptic curves). É fellow da American Mathematical Society. Em 2012 foi eleito membro ordinário da Academia Europaea.